# Лисаветівська друга волость
Лисаветівська друга волость — адміністративно-територіальна одиниця Новомосковського повіту Катеринославської губернії.

Найбільше поселення волості:
- Єлизаветівка (Татарка) — село при річці Татарка в 35 верстах від повітового міста, 2120 осіб, 372 двори, православна церква, школа, 2 лавки, винний склад.
- Кам'януватка — село при балці Кам'януватій, 564 особи, 99 дворів.
- Лозуватка — село при балці Лозоватці, 527 осіб, 76 дворів.